# Луиджи Бертолини
Луиджи Бертолини (на италиански: Luigi Bertolini) е бивш италиански футболист, полузащитник и треньор.

## Кариера
Бертолини играе през 1920-те години за Савона, Алесандрия и Ювентус. Той преминава от Алесандрия в Ювентус през 1931 г., превръщайки се в неразделна част от петте титли. Като цяло той изиграва 135 мача за Ювентус, отбелязвайки 5 гола. Бертолини се оттегля от футбола през 1937 г.

### Национален отбор
С националния футболен отбор на Италия Бертолини дебютира през 1929 г. и е част от състава, спечелил световната купа през 1934 г. Бертолини е много разпознаваем на снимките на отбора от 1934 г., спечелил Световното първенство по футбол, поради бинта, с който му е овита главата, пострадала при сблъсък.